# 泉鏡花記念館
泉鏡花記念館（いずみきょうかきねんかん）は、石川県金沢市下新町にある泉鏡花を取り扱う金沢市立の文学館である。

## 概要
1999年（平成11年）11月14日に鏡花の生家跡に建つ邸宅を増築・改修して館施設として開館し、公益財団法人金沢文化振興財団によって運営されている。展示は観光地にある事を考慮して泉鏡花に対する予備知識を持たない者を想定した展示となっている。所蔵品は鏡花の遺品、自筆原稿、鏡花作品の演劇、映画等の資料が中心であり、フランス文学者である生田耕作と二男・生田敦夫が収集した鏡花コレクションも引き継いでいる。

## 館内
- 第一展示室 - 常設展示室「鏡花・美の系譜」（17m2：土蔵）
- 第二展示室 - 常設展示室「創作活動と人柄」（74m2）
- 第三展示室 - 企画展示室 （土蔵：40m2）
- コミュニティスペース - ミュージアムショップ・シアタースペース・受付（60m2）
- 講座室 - 30m2（土蔵）
- 応接室 - 12m2
- 玄関・ホール - （築増：19m2）

## 建築概要
- 構造・規模
  - 主屋 - 造瓦葺き、地上2階
  - 続き棟土蔵3棟　改修（一部増改築）
- 敷地面積 - 669.82m2
- 建築面積 - 332.97m2
- 延床面積 - 431.09m2

## 利用案内
開館時間
午前9時 - 午後5時00分（入館は午後4時30分まで）
観覧料
一般…310円　　
団体(20名以上)…260円
65歳以上…210円（祝祭日は無料）
障害者手帳所持者…210円（祝祭日は無料）
高校生以下…無料
金沢市文化施設共通観覧券が使用できる。

## 交通アクセス
- 金沢駅東口から「金沢ふらっとバス(此花ルート)」乗車、「彦三緑地」下車　徒歩5分
- 金沢駅東口から「城下まち金沢周遊バス（右回りルート）」乗車、「橋場町（金城楼前）」下車　徒歩3分

## 周辺
- 主計町
- ひがし茶屋街
- 金沢蓄音器館
- 金沢文芸館
- 徳田秋聲記念館
- 大樋美術館